# George Clausen

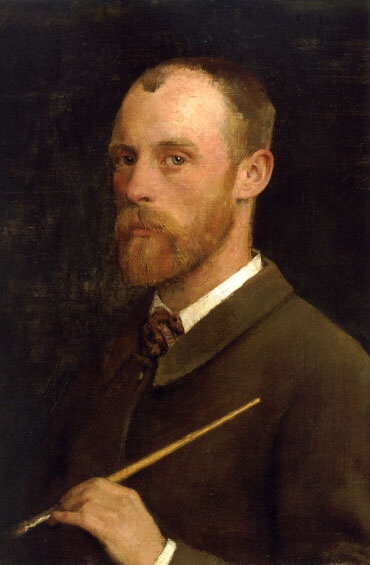
Autoritratto

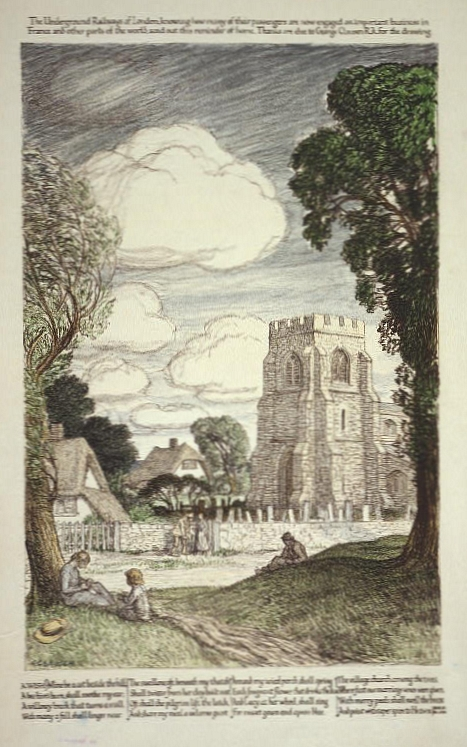
Prima guerra mondiale, poster di George Clausen del 1915.
I sotterranei di Londra

Sir George Clausen, RA (Londra, 18 aprile 1852 – Newbury, 22 novembre 1944), è stato un pittore inglese, noto anche come incisore e acquerellista.

## Biografia
Figlio d'arte, il padre danese lavorava come artista-decoratore, sua madre invece era scozzese, George Clausen si dedicò sin da giovane al disegno, e già all'età di 15 anni era impegnato in una ditta di decorazioni a Londra.
Dal 1867-1873 studiò disegno presso la Royal College of Art e nel biennio successivo frequentò l'Accademia d'Arte di Southampton, sotto la guida di Edwing Long: negli stessi anni espose le sue prime opere alla Royal Water-Colour Society londinese.
Lo studio della pittura olandese e della corrente naturalistica francese di Millet, effettuato durante il suo soggiorno parigino, gli ispirarono le prime opere basate su una vita rustica e malinconica. Questa fase creativa è ben testimoniata da Il pensiero del 1880 (Museo di Glasgow), da Il pranzo del lavoratore del 1889 (Tate Gallery)) e da Il riposo in un campo di fieno.
Verso la fine del secolo venne nominato membro dell'Associate of the Royal Academy.
In questo stesso periodo, l'artista si avvicinò all'Impressionismo, dipingendo le vedute paesaggistiche con una maggiore libertà stilistica e una migliore sensibilità. I suoi acquerelli più significativi in questa fase creativa furono La toilette, Nel bosco, Giorno grigio d'estate.
Come insegnante d'arte svolse numerose conferenze, che vennero raccolte nei libri Six Lectures on Painting (1904) e Aims and Ideals in Art (1906).
Durante la prima guerra mondiale Clausen svolse il compito di ufficiale disegnatore.
Nel 1927 fu nominato cavaliere. 
George Clausen era sposato con Agnes Clausen, raffigurata in alcuni dei dipinti eseguiti dal marito. La famiglia aveva un figlio, Arthur George Clausen, e due figlie, Margaret Mary, laureatasi presso il prestigioso Politecnico di Regent Street, e Frances Catherine. L'artista ha più volte ritratto le sue figlie nei dipinti e incisioni (pittura Piccola Margaret, 1891-1892, in cui le ragazze sono raffigurate insieme a sua madre).
Dei tre figli dell'artista, solo la figlia più giovane fu professionalmente impegnata in arti visive. Un certo numero di sue opere grafiche sono nella collezione del British Museum.
George Clausen morì nel 1944.

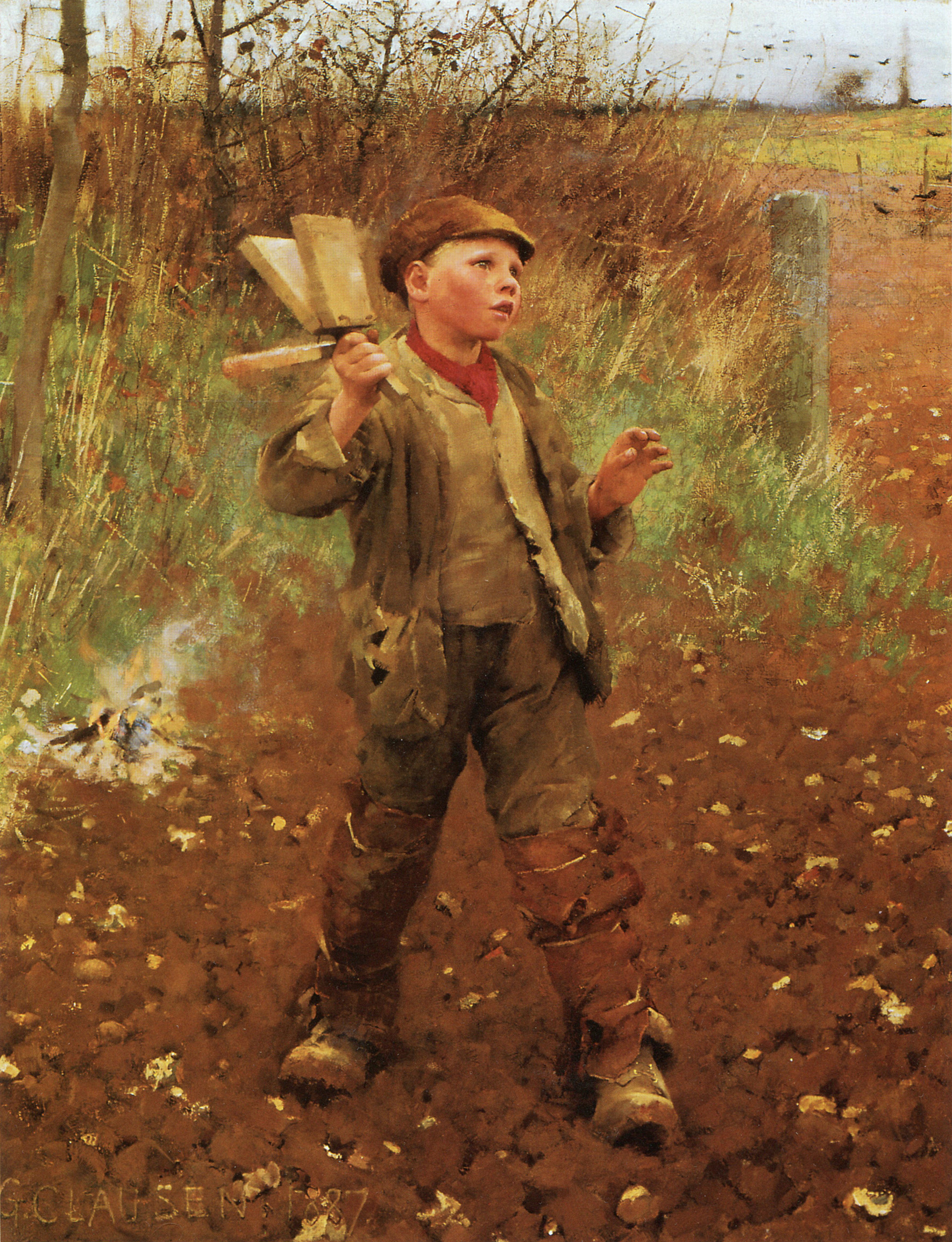
Bird scaring, 1887
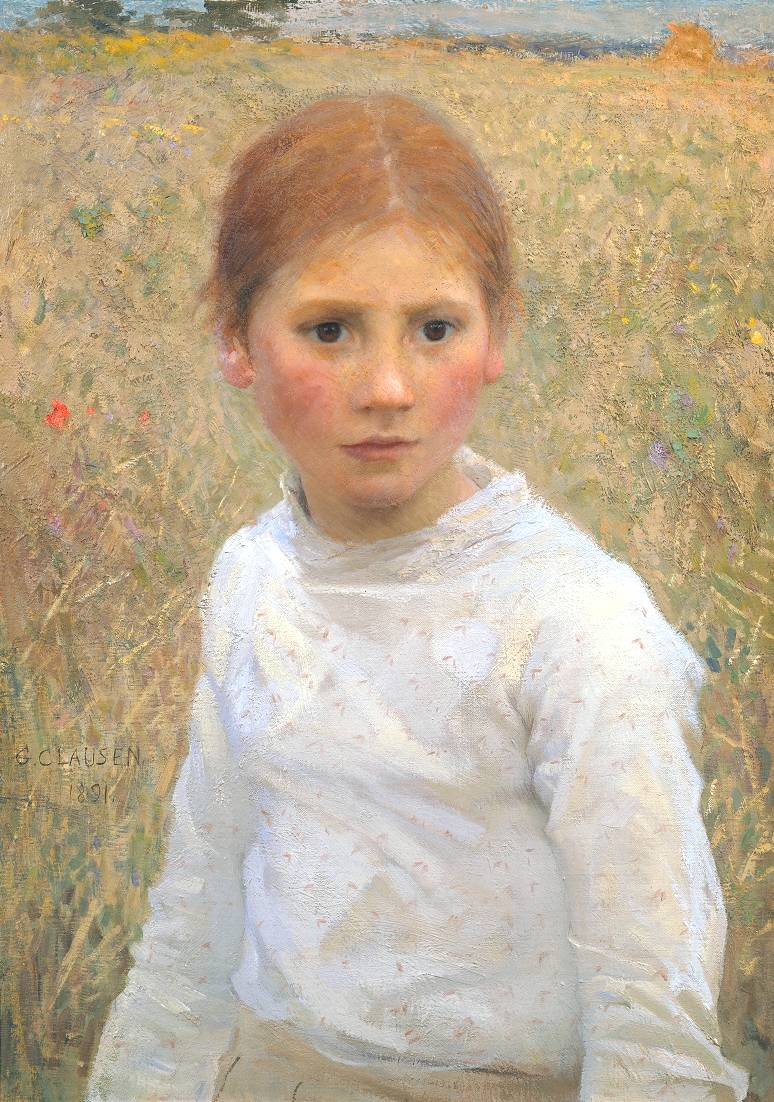
Brown eyes, 1891
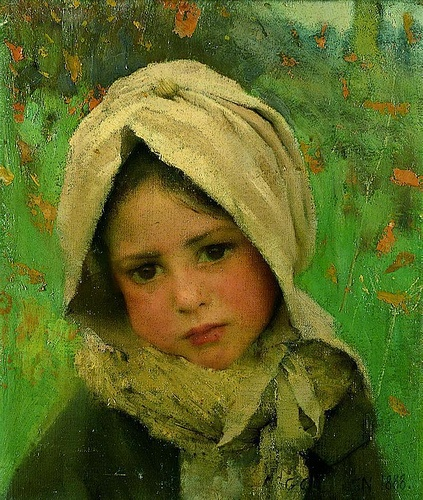
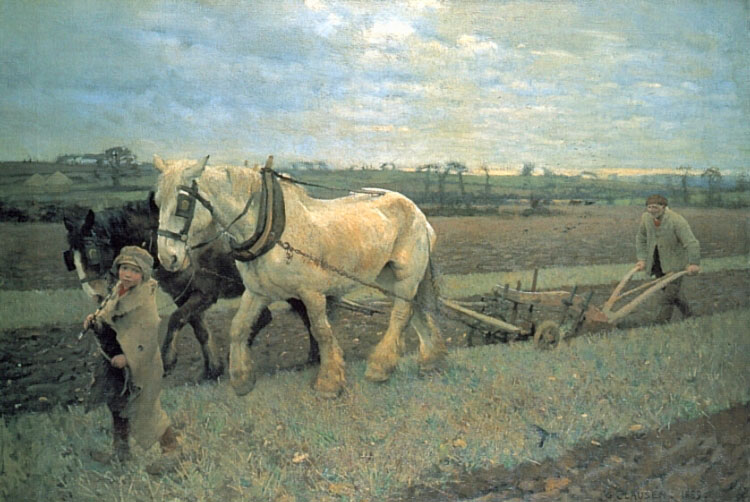
Ploughing
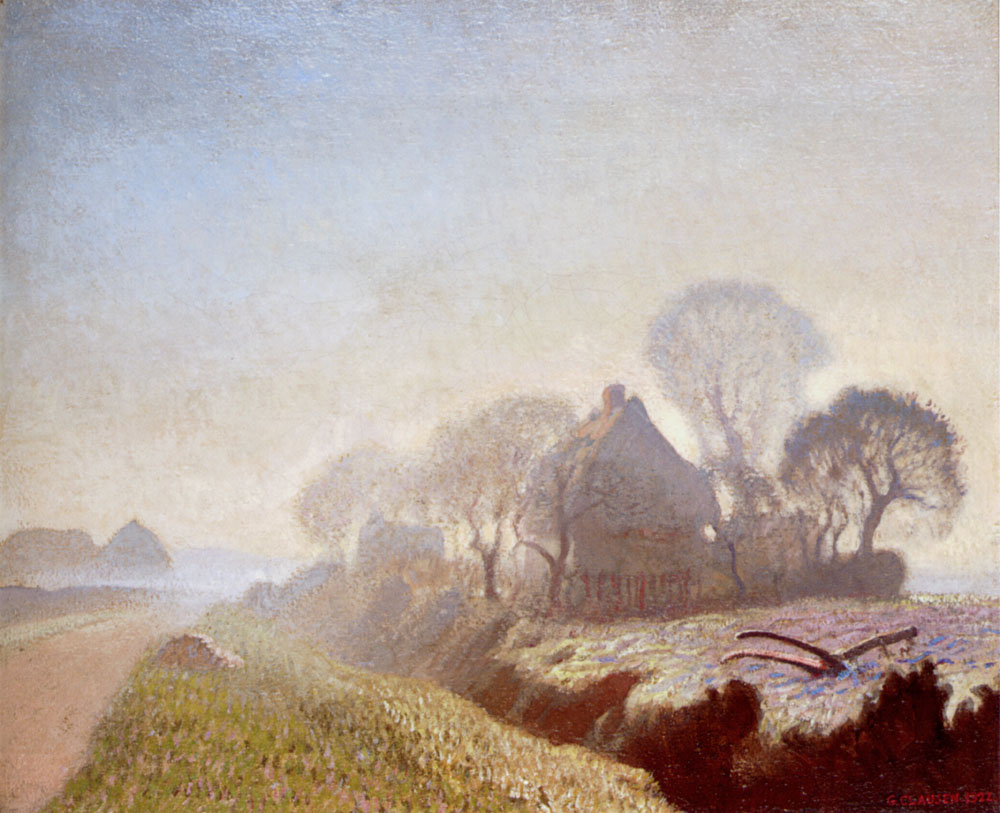
Morning in November, 1922